# Wincenty Norwerth

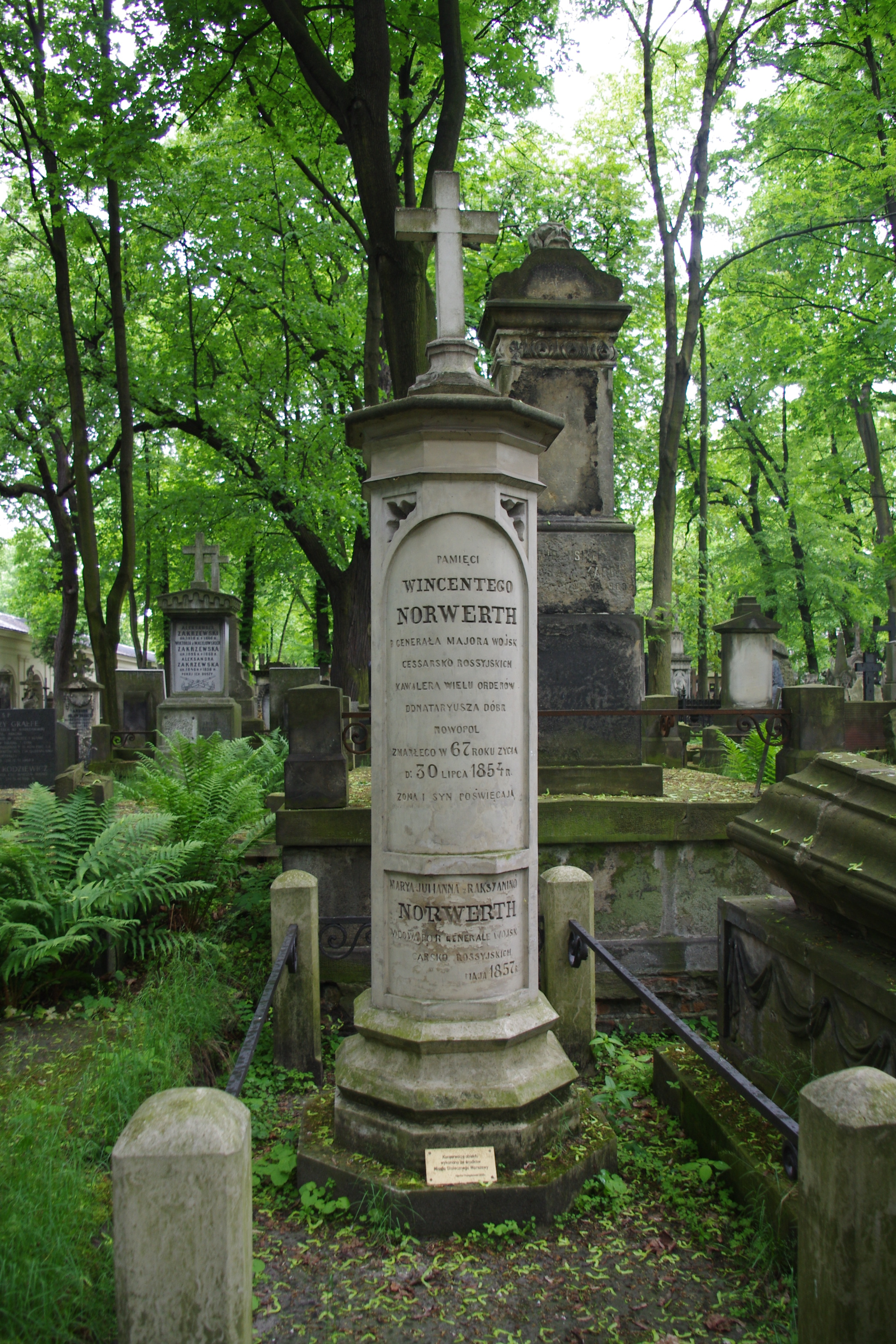
Grób gen. Wincentego Norwertha na Starych Powązkach w Warszawie

Wincenty Norwerth (ur. w 1787, zm. 30 lipca 1854 w Warszawie) – polski generał major armii carskiej, donatariusz dóbr Nowopol. 
Pochowany na Starych Powązkach w Warszawie (kwatera 159-1-21).